# Carsten Michaelis
Carsten Michaelis (* 1973 in Halle (Saale)) ist ein deutscher Politiker (CDU) und Landrat des Landkreises Zwickau.

## Leben
Carsten Michaelis wurde in Halle geboren. Er absolvierte eine Berufsausbildung mit Abitur und bis 2001 ein rechtswissenschaftliches Studium in Jena und an der Martin-Luther-Universität Halle-Wittenberg. Vor seiner Karriere als Politiker arbeitete er als Justiziar und Institutszwangsverwalter bei der Sparkasse in Zwickau.
2006 wurde Michaelis mit 42,1 % der Stimmen zum hauptamtlichen Bürgermeister der Gemeinde Jahnsdorf gewählt.
Zehn Jahre später wurde er zum Beigeordneten des Landkreises Zwickau gewählt.
Bei der Landratswahl 2022 im selben Landkreis erreichte er mit einem Ergebnis von 30,7 % den ersten Platz. Dabei erregte die Unterstützung einiger SPD-Politiker Aufsehen, da die SPD für die Wahl einen eigenen Kandidaten aufgestellt hatte. Am 3. Juni wurde Michaelis mit 35,9 % der Stimmen und mit zehn Stimmen Abstand zu seiner Konkurrentin Dorothee Obst von den Freien Wählern zum Landrat gewählt. Aufgrund von Einsprüchen gegen das Wahlergebnis fand zunächst keine Amtsübergabe statt. Die Landesdirektion Sachsen wies die Einsprüche zurück und Michaelis trat am 14. September 2022 sein Amt an. Seit Dezember 2022 ist er zudem Vorsitzender des CDU-Kreisverbands Zwickau.